# Joe Dowell
Joseph Harry „Joe“ Dowell (* 23. Januar 1940 in Bloomington, Indiana; † 4. Februar 2016 in Bloomington, Illinois) war ein US-amerikanischer Pop- und Folk-Singer-Songwriter; später arbeitete er als Werbe- und PR-Manager. Bekannt wurde er 1961 durch seinen Nummer-eins-Hit Wooden Heart (Muss i denn).

## Leben
Joe Dowell wurde 1940 in Bloomington, Indiana, geboren, seine Familie zog aber schon mit ihm als Säugling nach Bloomington, Illinois. Mit 13 Jahren begann er, Gitarre zu spielen und Songs zu schreiben. Als er in der neunten Schulklasse war, hatte er seinen ersten Auftritt bei einer Talentsuche mit dem Evergreen Unchained Melody. Er studierte Kommunikationswissenschaften an der University of Illinois, als Elvis Presley für den Film G. I. Blues (Café Europa) 1960 den Song Wooden Heart aufnahm, eine Adaption des deutschen Volksliedes Muss i denn, muss i denn zum Städtele hinaus. Wooden Heart wurde 1960 in Deutschland als Single veröffentlicht und kam im November 1960 auf Platz zwei der Hitparade. In Großbritannien kam es im Frühjahr 1961 heraus und stieg im März sogar bis auf die Nummer-eins-Position der britischen Charts. Während Elvis Presleys Version in Europa Erfolg hatte, wurde sie in den USA nicht als Single veröffentlicht – Hauptgrund dafür war, dass Elvis’ Single I Feel So Bad zu diesem Zeitpunkt in den US-Charts stand.

Joe Dowell - Wooden Heart

Shelby Singleton Jr. war zu dieser Zeit Musikproduzent in Nashville; Joe Dowell hatte bei ihm einen Termin, um seine ersten Aufnahmen im Studio zu machen. Singleton hatte am Tag zuvor den Elvis-Film G. I. Blues im Kino gesehen und kannte bereits die Wooden-Heart-Versionen von Elvis und von Gus Backus. Er erkannte das Potenzial des Liedes und ließ Dowell den Song aufnehmen. Der junge Mann kam am 26. Mai 1961 früh um 11 Uhr zu seiner Aufnahmesession und musste den deutschen, für ihn fremdsprachigen Teil des Textes innerhalb von drei Stunden lernen. Er erinnerte sich: „Ein Mann namens Eddie Wilson kam ins Büro, um mir beizubringen, was ich singen sollte. Ich hatte keine Ahnung, was ich sang, ich habe den Text nur phonetisch gelernt.“ Bei der Aufnahme spielte Jerry Kennedy Bass im Stile der Tuba von Elvis’ Original; Ray Stevens entlockte der Orgel Töne, die dem Akkordeon von Presleys Version nahekommen sollten.
Dowells Aufnahme von Wooden Heart wurde innerhalb von drei Tagen auf dem Mercury-Records-Label Smash veröffentlicht. Dowell wurde auf eine vierwöchige Promotiontour geschickt. Am 26. Juni stieg seine Single in die Billboard-Charts ein und am 28. August 1961 eroberte sie die Spitzenposition und löste damit Bobby Lewis’ Tossin’ and Turnin’ ab. Zwei weitere Singles mit Platzierungen in den Top 50 verhinderten, dass er ein echtes One-Hit-Wonder wurde.
Dowells Stimme hatte viel Ähnlichkeit mit der von Jim Reeves. Er betrachtete sich als Singer-Songwriter, seine Plattenfirma aber veröffentlichte sein erstes Album lediglich mit Coverversionen von aktuellen Hits wie Gene McDaniels' A Hundred Pounds of Clay oder Bobby Rydells Swingin’ School. Auf einigen Singles waren jedoch auch Songs von Dowell zu finden. Für die zweite – und letzte – Langspielplatte bei Smash Records war der Titel Programm: German American Hits enthielt Titel wie Lili Marleen, Auf Wiedersehn, Sweetheart, Morgen und The Happy Wanderer (Mein Vater war ein Wandersmann). Aufgrund der Differenzen um das Songmaterial verließ Dowell Smash Records nach zwei Jahren und nahm 1963 für Don McCathran Records, das Label eines gleichnamigen Hochschullehrers aus Pennsylvania, eine weitere LP auf. Von Joe Dowell Sings Folk Songs wurden allerdings nur etwa 500 Exemplare gepresst – eine echte Rarität.
Dowell gründete eine Produktionsfirma für Rundfunkwerbung und machte Karriere als Sprecher diverser US-amerikanischer Banken und Finanzinstitute. 2002 nahm er das Album Of Earth and Heaven mit zehn Liedern auf. Zwei Jahre später veröffentlichte Bear Family Records eine Retrospektive mit 32 Titeln aus den frühen 1960ern, darunter die drei Hits. Im Jahr darauf trat Dowell beim neunten Caravan of Stars in Jackson, Tennessee auf. Mit dabei waren bekannte Künstler der 1960er wie Johnny Tillotson, Andy Kim und Billy Joe Royal.